# Jovica Elezović
Jovica Elezović   (Vrbas, 2 de març de 1956) és un jugador d'handbol iugoslau, ja retirat, que va participar en els Jocs Olímpics d'Estiu de 1980 i en els Jocs Olímpics d'Estiu de 1984.
A Moscou 1980 formà part de l'equip iugoslau que acabà en sisè lloc a l'olimpíada. Hi va jugar quatre partits, i hi marcà cinc gols. Quatre anys més tard, a Los Angeles 1984, formà part de la selecció iugoslava que va guanyar la medalla d'or. Hi va jugar tots sis partits, i marcà deu gols. En el seu palmarès també destaquen dues medalles al Campionat del Món d'handbol, de plata el 1982 i d'or el 1986; així com una medalla d'or als Jocs del Mediterrani de 1983. Amb la selecció jugà un total de 123 partits i va marcar 388 gols.
A nivell de clubs jugà en diferents club iugoslaus, com el Vrbas, Crvenka i Borac Banja Luka. El 1985 marxà a jugar a Alemanya, al Reinickendorfer Füchse,TuS Hofweier i TUSEM Essen. Es retirà el 1991 al Cajamadrid.
Posteriorment va exercir d'entrenador, dirigint el Partizan (amb qui guanyà la lliga de 1993, 1994, 1995 i 1999 i la copa de 1993, 1994 i 1998), el Sintelon de Bačka Palanka (amb qui guanyà la copa el 2000), i la selecció nacional iugoslava.
El seu fill Uroš també és jugador d'handbol.